# Adam Hunter
Adam Hunter (Glasgow, 26 september 1963 – Glasgow, 14 oktober 2011) was een golfprofessional uit Schotland.
Hunter kreeg een studiebeurs en studeerde twee jaar in Virginia. Hij kwam met handicap +2 terug en werd in 1984 professional.
Hij haalde bij zijn eerste bezoek aan de Tourschool de Final Stage en kreeg speelrecht voor de Europese PGA Tour. Dat jaar verloor hij zijn kaart, maar bij zijn tweede bezoek aan de Tourschool kreeg hij weer een kaart. Weer lukte het niet om die te behouden, en toen speelde hij enkele jaren op de Europese Challenge Tour.
In 1990 kwam hij terug op de Europese Tour, en ditmaal behield hij zijn kaart tot eind 1998. In 1995 won hij het Portugees Open, waarbij hij Darren Clarke net achter zich liet, maar daar bleef het bij.
Als coach was Hunter succesvoller dan als speler. Hij had klanten als Stephen Gallacher, Paul Lawrie en Catriona Matthew.
Hij overleed op 48-jarige leeftijd aan de gevolgen van leukemie.

## Overwinningen
- 1987: Northern Open
- 1995: Portugees Open (Eur.Tour)